# Aellopos tantalus
Espèce
Aellopos tantalus est une espèce de papillons, de la famille des Sphingidés (sous-famille des Macroglossinae, tribu des Philampelini).

## Description
L'envergure varie de 45 à 57 millimètres. Il est plus petit qu’Aellopos fadus ou Aellopos titan auxquels il ressemble. Le corps est brun rougeâtre avec une large bande blanche sur l'abdomen. La partie supérieure de la partie antérieure est brun rougeâtre avec une tache noire et trois taches blanches près de la zone marginale grise. Une traînée pâle s'étend de la cellule au bord intérieur de l'aile. Le dessus des ailes postérieures est brun foncé.

## Distribution et habitat
Distribution
L'espèce se rencontre principalement en Amérique centrale du Mexique au Venezuela, mais aussi au nord en Floride, dans les Antilles, au sud en Colombie, en Équateur, au Surinam et en Amazonie.
Habitat
Les plaines tropicales ou subtropicales.

## Biologie
Les adultes volent toute l'année, ils se nourrissent de nectar de différentes fleurs, dont Eugenia axillaris, Dracaena fragrans et Ernodea littoralis.
- Les chenilles se nourrissent de diverses espèces de rubiacées notamment Casasia clusiifolia et Randia aculeata.
- La nymphose a lieu dans des chambres souterraines peu profondes.

## Systématique
- L'espèce Aellopos tantalus a été décrite par le naturaliste suédois Carl von Linné en 1758, sous le nom initial de Sphinx tantalus[1].

### Synonymie
- Sphinx tantalus Linnaeus, 1758 Protonyme
- Sphinx ixion Linnaeus, 1758
- Sphinx tantalus zonata Drury, 1773
- Sphinx terpunctata Goeze, 1780
- Macroglossa sisyphus Burmeister, 1855[2]

### Liste des sous-espèces
- Aellopos tantalus tantalus
- Aellopos tantalus zonata (Drury, 1773)[3] (St. Kitts et Mexique)